# Сокол-2 (фотоаппарат)

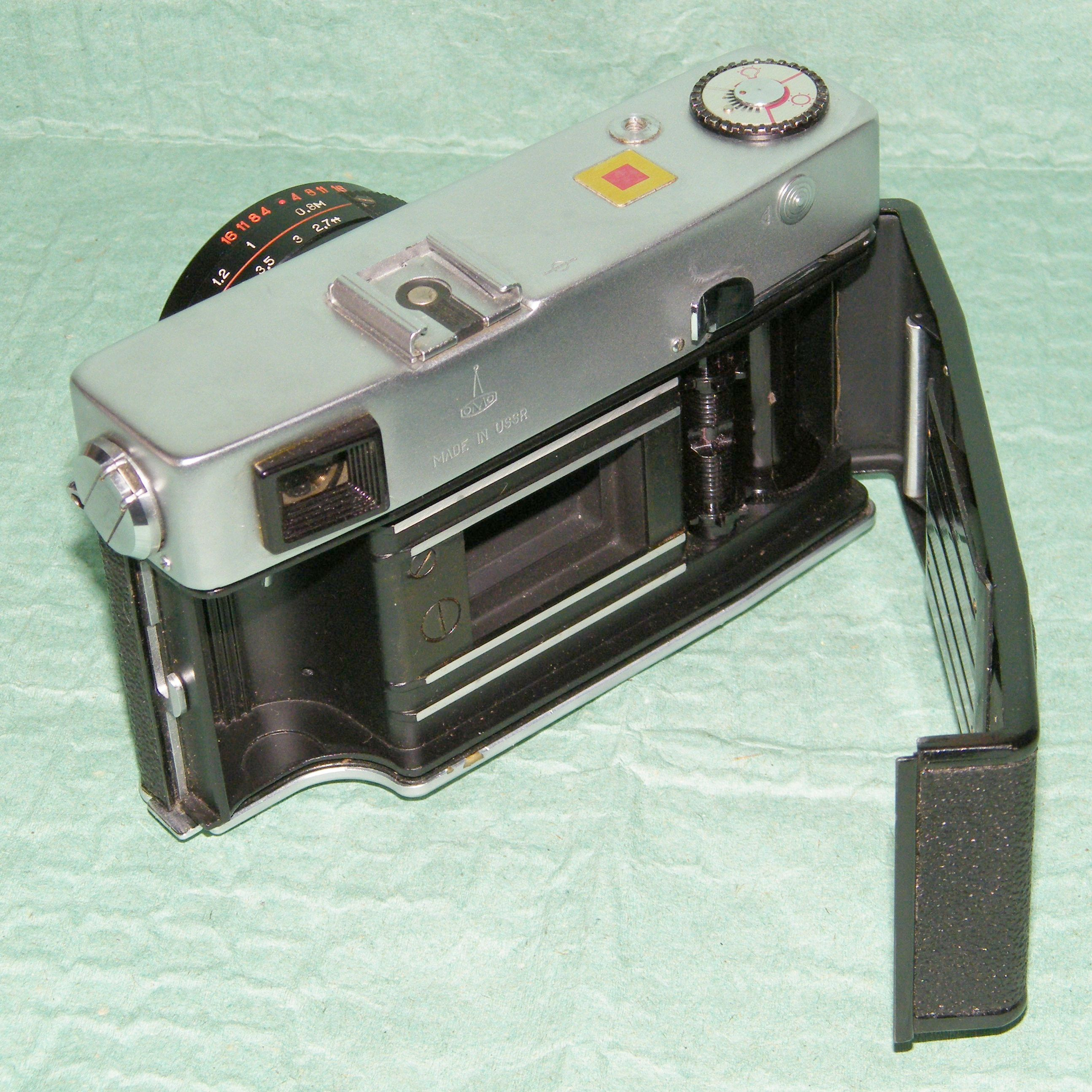
Фотоаппарат «Сокол-2» с открытой задней стенкой

«Со́кол-2» («Со́кол-автома́т-2») — советский дальномерный автоматический фотоаппарат, выпускавшийся Ленинградским оптико-механическим объединением с 1977 по 1986 год. Пришёл на смену камере «Сокол», выпускавшейся с 1966 года. Фотоаппаратов «Сокол» и «Сокол-2» в общей сложности выпущено более 400 000 экземпляров.
Из-за своей высокой стоимости и малой надёжности конструкции не получил широкого распространения. Цена фотоаппарата в начале 1980-х годов составляла 160 рублей.

## Технические характеристики
- Корпус литой из алюминиевого сплава с открывающейся задней стенкой.
- Размер кадра 36 × 24 мм. Зарядка 35-мм перфорированной фотокиноплёнкой в стандартной кассете ёмкостью 36 кадров.
- Курковый взвод затвора сблокирован с перемоткой плёнки и счётчиком кадров, блокировка от неполного взвода. На нижней крышке фотоаппарата расположены кнопка обратной перемотки и счётчик кадров. При открывании задней стенки счётчик кадров автоматически сбрасывается. Рукоятка обратной перемотки — рулетка, расположена на боковой стенке аппарата.

При невзведённом затворе установка выдержки и диафрагмы запрещена (происходит блокировка). Несоблюдение этой инструкции приводит к поломке затвора. Имеется блокировка от неполного взвода затвора.
- Фотографический затвор «ФЗ-14», как и аппарата «Сокол», выпускался по лицензии японской фирмы Copal Magic (Nidec Copal Corporation) — центральный, междулинзовый. Выдержки 1/30, 1/60, 1/125, 1/250, 1/500 сек и «В». Спуск затвора производился расположенной спереди клавишей с большим ходом, для фотографического тросика на верхней крышке имеется гнездо с конической резьбой.
- Диафрагма пятилепестковая междулинзовая. Значения диафрагм 2,8; 4; 5,6; 8; 11; 16. При взведении затвора диафрагма полностью открывалась, перед срабатыванием затвора закрывалась до установленного вручную или автоматически значения.
- Объектив «Индустар-70» 2,8/50, несъёмный. Линзы объектива изготовлены из лантанового стекла и имеют янтарное просветление. Объектив выполнен по схеме Тессар (Carl Zeiss) — четыре линзы в трёх группах). Отличается от других объективов «Индустар» тем, что двухлинзовый компонент направлен к объекту съёмки, а не к фотоплёнке[2]. Имеется встроенная бленда. Резьба под светофильтр диаметром 55 мм. Для уменьшения светорассеяния кадровое окно имеет глубокое рифление и матовое чернение. На передней поверхности оправы объектива расположены три линзы экспонометрического устройства. Однако фоторезистор находится только под одной из них. Остальные две — декоративные.
- Фокусировка с помощью дальномера с базой 67 мм. Диапазон фокусировки от 0,8 м до бесконечности. Фокусировка осуществляется выворачиванием переднего двухлинзового компонента, угол поворота 90 градусов.
- Видоискатель оптический, яркий, с большим полем зрения, совмещён с дальномером, с подсвеченной рамкой и автоматической компенсацией параллакса по вертикали и горизонтали.
- Центральный и кабельный синхроконтакт типа «Х». Выдержка синхронизации с фотовспышкой — любая.
- Резьба штативного гнезда — 1/4 дюйма.

## Принцип работы экспонометрического устройства
Фотоаппарат «Сокол-2» — автоматический фотоаппарат с приоритетом выдержки. В случае, когда при установленной выдержке освещённость объекта недостаточная или избыточная — автоматически устанавливается бо́льшая (при диафрагме 2,8) или ме́ньшая (при диафрагме 16) выдержка. По числу автоматических выдержек фотоаппараты «Сокол» и «Сокол-2» считаются пятипрограммными автоматами. При недостаточной освещённости затвор блокируется, в видоискателе появляется «флажок» красного цвета.
- Источник питания автоматической экспонометрии — дисковый никель-кадмиевый аккумулятор Д-0,06[3] или ртутно-цинковый элемент РЦ-53[4] (современный аналог РХ-625[5]), имеется контроль источника питания. При отсутствии источника питания фотоаппарат полностью работоспособен в неавтоматическом режиме.
- Установка светочувствительности фотоплёнки производится кольцом, расположенным на передней поверхности объектива. Значения светочувствительности — 16, 22, 32, 45, 65, 90, 130, 180, 250 ед. ГОСТ (ASA). На передней поверхности оправы объектива размещён сернисто-кадмиевый (CdS) фоторезистор, при применении светофильтров автоматически вносятся поправки на их плотность.
- Сочетание выдержка — диафрагма, отрабатываемая затвором, отображается в поле зрения видоискателя механическим индикатором (в виде цифр).

| Яркость объекта, кд/м2 | Программа работы фотоаппарата | Программа работы фотоаппарата | Программа работы фотоаппарата | Программа работы фотоаппарата | Программа работы фотоаппарата |
| Яркость объекта, кд/м2 | «30»                          | «60»                          | «125»                         | «250»                         | «500»                         |
| 12,8                   | 1/30 — 2,8                    | 1/30 — 2,8                    | 1/30 — 2,8                    | 1/30 — 2,8                    | 1/30 — 2,8                    |
| 25,6                   | 1/30 — 4                      | 1/60 — 2,8                    | 1/60 — 2,8                    | 1/60 — 2,8                    | 1/60 — 2,8                    |
| 51,2                   | 1/30 — 5,6                    | 1/60 — 4                      | 1/125 — 2,8                   | 1/125 — 2,8                   | 1/125 — 2,8                   |
| 102,4                  | 1/30 — 8                      | 1/60 — 5,6                    | 1/125 — 4                     | 1/250 — 2,8                   | 1/250 — 2,8                   |
| 204,8                  | 1/30 — 11                     | 1/60 — 8                      | 1/125 — 5,6                   | 1/250 — 4                     | 1/500 — 2,8                   |
| 409,6                  | 1/30 — 16                     | 1/60 — 11                     | 1/125 — 8                     | 1/250 — 5,6                   | 1/500 — 4                     |
| 819,2                  | 1/60 — 16                     | 1/60 — 16                     | 1/125 — 11                    | 1/250 — 8                     | 1/500 — 5,6                   |
| 1638,4                 | 1/125 — 16                    | 1/125 — 16                    | 1/125 — 16                    | 1/250 — 11                    | 1/500 — 8                     |
| 3276,8                 | 1/250 — 16                    | 1/250 — 16                    | 1/250 — 16                    | 1/250 — 16                    | 1/500 — 11                    |
| 6553,6                 | 1/500 — 16                    | 1/500 — 16                    | 1/500 — 16                    | 1/500 — 16                    | 1/500 — 16                    |